# Tyson Patterson
Pour les articles homonymes, voir Patterson.
Tyson Patterson, né le 17 septembre 1978, est un ancien joueur américain de basket-ball. Il évolue au poste de meneur.

## Palmarès
- Champion de France de Pro B 2005
- Meilleur passeur du championnat de Finlande 2008
- MVP du championnat de France de Pro B 2005
- Meilleur joueur de la Southern Conference 2000
- First-team All-SoCon 1999, 2000
- MVP du SoCon Tournament 2000